# تفاعل فيتيغ
تفاعل فيتيغ هو تفاعل كيميائي يحدث فيه ازدواج بين الألدهيد أو الكيتون مع ثلاثي فينيل فوسفونيوم إيليد (كاشف فيتيغ) ليعطي ألكين وأكسيد ثلاثي فينيل الفوسفين.
ينسب تفاعل فيتيغ إلى مكتشفه غيورغ فيتيغ، والذي اكتشفه سنة 1954 وحاز بسببه علة جائزة نوبل في الكيمياء سنة 1979.

## الاستخدامات
يستخدم تفاعل فيتيغ بشكل واسع في الاصطناع العضوي من أجل تشكيل رابطة كربون-كربون، ولتحضير الألكينات.

## اقرأ أيضاً
- تفاعل ازدواج
- تفاعل ازدواج البيناكول